# Фресно-де-Карасена
Фресно-де-Карасена (ісп. Fresno de Caracena) — муніципалітет в Іспанії, у складі автономної спільноти Кастилія-і-Леон, у провінції Сорія. Населення — 28 осіб (2010).
Муніципалітет розташований на відстані близько 130 км на північний схід від Мадрида, 60 км на південний захід від Сорії.

## Демографія
Динаміка населення (INE ):

## Галерея зображень

Розташування муніципалітету Фресно-де-Карасена